# Marquesado de Casa Jiménez
El marquesado de Casa Jiménez es un título nobiliario español creado por el rey Alfonso XII, el 20 de septiembre de 1876, a favor de Carlos Jiménez Gotall, senador del reino.

## Marqueses de Casa Jiménez
|                          | Titular                                     | Periodo                  |
| Creación por Alfonso XII | Creación por Alfonso XII                    | Creación por Alfonso XII |
| ------------------------ | ------------------------------------------- | ------------------------ |
| I                        | Carlos Jiménez Gotall                       | 1876-1899                |
| II                       | Carlos Ramón Jiménez y González Núñez       | 1899-1901                |
| III                      | María del Consuelo Jiménez y de Arenzana    | 1902-1950                |
| IV                       | Carlos Pardo-Manuel de Villena y Verástegui | 1953-2020                |
| V                        | Gerardo Pita Salvatella                     | 2024-actual titular      |

## Historia de los marqueses de Casa Jiménez

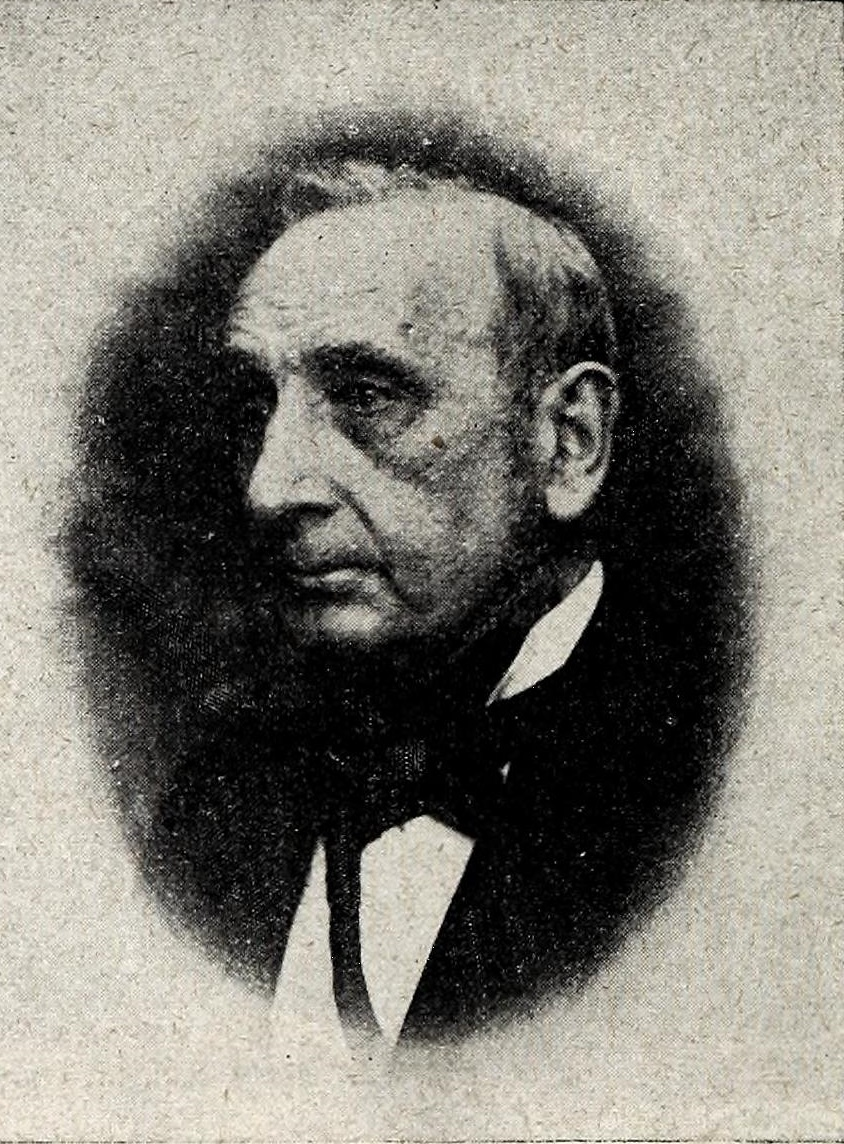
Carlos Jiménez Gotall, fotografiado por su hijo el II vizconde de Torre Almiranta

- Carlos Jiménez Gotall (Cádiz, 4 de noviembre de 1812-Madrid, 20 de marzo de 1899), I marqués de Casa Jiménez,[1] I vizconde de Torre Almiranta,[2] diputado a Cortes y senador del reino.[3]

Casó con María Josefa González Núñez de Achával. En 24 de agosto de 1899, sucedió su hijo:
- Carlos Ramón Jiménez y González Núñez (m. San Sebastián, 31 de julio de 1901), II marqués de Casa Jiménez[1] y II vizconde de Torre Almiranta.[3]

Casó con Facunda de Arenzana y Echarri (m. 1913), hija de los condes de Fuente Nueva de Arenzana. En 29 de enero de 2002, sucedió su hija:
- María del Consuelo Jiménez y de Arenzana (Madrid, 28 de agosto de 1875-1950), III marquesa de Casa Jiménez[1] y III vizcondesa de Torre Almiranta.

Casó, en primeras nupcias el 30 de junio de 1893, con Arturo Pardo y Manuel de Villena (Madrid, 27 de marzo de 1870-Baños de Panticosa, 16 de julio de 1907), I barón de Monte Villena y I duque de Arévalo del Rey, grande de España. Contrajo un segundo matrimonio, en Oyarzun el 20 de julio de 1918, con Mariano Alonso-Castrillo y Bayón, abogado, exdiputado a Cortes por Valencia de Don Juan. En 23 de enero de 1953, sucedió su nieto, hijo de Carlos Pardo-Manuel de Villena y Jiménez (Madrid, 20 de febrero de 1900-1945), X conde de Vía Manuel, II duque de Arévalo del Rey, dos veces grande de España y II barón de Monte Villena, y de  María de la Soledad Verástegui y Carroll:
- Carlos Alberto Pardo-Manuel de Villena y Verástegui (m. Madrid, 24 de octubre de 2020)[10]), IV marqués de Casa Jiménez,[1] XI conde de Vía Manuel, grande de España[7] y II barón de la Puebla de Benferri.[9]

Caso el 18 de enero de 1961 con María del Carmen Farriols Martínez. Sin descendencia, en 7 de noviembre de 2024, sucedió:
- Gerardo Pita Salvatella (n. Madrid, 1950), V marqués de Casa Jiménez,[1][11] y pintor. Es hijo de Gerardo Pita Arechabala y de Beatriz Salvatella y Pardo Manuel de Villena,[12] descendiente de María del Pilar Pardo-Manuel de Villena y Jiménez, hija de la III marquesa de Casa Jiménez (Madrid, 13 de diciembre de 1897-Madrid, 10 de diciembre de 1985), IV vizcondesa de Torre Almiranta, casada con Joaquín Salvatella y Gisbert.[9]

Casó con María del Rosario Acha Romero, padres de: Bosco (n. 14 de septiembre de 1982); Adriana (n. 9 de julio de 1986; y Beatriz Pita y Acha (n. 29 de noviembre de 1989).